# フォース・ウィング2-鉄炎の竜たち-
『フォース・ウィング2―鉄炎の竜たち―』（Iron Flame）はアメリカの作家レベッカ・ヤロスによる2023年のロマンチック・ファンタジー小説。本作は5作が予定されている「Empyrean」シリーズの2作目となる。

## 背景
「Empyrean」シリーズの2作目は2023年11月7日に出版された。
ヤロスは『フォース・ウィング-第四騎竜団の戦姫-』出版の2日後にInstagramでシリーズ2作目のタイトルと出版日を発表した。『鉄炎の竜たち』が店頭に並ぶ3か月前に、TODAY.comは500語の独占ティーザー抜粋を掲載した。
物語は1作目の終盤から続いている。ヴァイオレットは、副司令官が彼女が如何に弱いのかを見せつけようと決意しているにもかかわらず、バスギアス戦争大学でのスレッシング中に習得した能力を使い、真の力を発揮しなければならない。

## あらすじ
『フォース・ウィング-第四騎竜団の戦姫-』の結末の出来事の直後、ヴァイオレット（ヴィー）は兄のブレナンがナヴァールの隠された脅威に対抗する秘密の革命軍の中尉として生存していることを知る。革命グループはヴィーを信頼することを躊躇したが、最終的に攻撃を秘密にすることを条件に、ヴィーと攻撃を生き延びた他の候補生が大学に戻ることを許可した。彼らはグリフォンによって攻撃されたことを隠す。戦争ゲーム中に彼らを罠にかけたエートス大佐はヴァイオレットの母、ソレンゲイル将軍によって降格され、よその前哨基地に配置転換される。新しい副司令官のバートン・ヴァリッシュ少佐が紹介され、ヴィーはデインが彼女の知らないうちに、また同意なしに過去を読む験を彼女に対して使用したことで、デインのせいでリアムが死んだとして、デインとの友情を終わらせる。エートス大佐は出発する前に、秘密はそれを守るものとともに消え去ると述べ、ヴァイオレットに暗殺を予告する。
いまや中尉となったゼイデンはサマラ前哨基地に駐留している。彼とヴァイオレットは、彼らのドラゴンの絆ゆえに毎週会うことができる。ヴァイオレットは、ゼイデンが真実を明かすことを拒み、他の反乱者との武器密輸作戦に自分を参加させようとしなかったことに傷つく。ヴィーは一緒に生き残ったイモジェンおよびボーディと親しくなるが、秘密を守るためにリアンノンたちと距離を置く。入隊の日、ヴァイオレットとデインはアーリック・グレイキャッスルという偽名を使っているカム王子を見つける。また、ヴァイオレットは、兄リアムの死がヴィーの責任だと思っているスローンとも出会う。ヴァイオレットは、エートス大佐が仕組んだ暗殺を生き延びるが、何人もの生き残りが謎の死を遂げ始める。ヴァイオレットのドラゴンのアンダーナは、成長のために必要な「夢なき眠り」と呼ばれる段階に入る。
ヴァイオレットはアレシアの今は機能していない結界石について学ぶとともに、ナヴァールの結界を作った「最初の六人」を秘密裏に調査する。ヴァイオレットのために違法に本を持ち出す書記官のジェシニアの助けを得る。ゼイデンはヴァイオレットの秘密の研究について彼女に詰め寄り、一方ヴァイオレットはリアンノンと姉のミラに真実を隠すために奮闘する。ヴァイオレットは、アーリックがバスギアスでヴェニンの脅威に対する解決策を探していることを汁。一方、ヴァリッシュはヴァイオレットに疑念を抱き、定期的にバッグの中を探り、自らの権威を振りかざす。ヴァイオレットの分隊の尋問訓練の最中、ヴァリッシュはデインにヴァイオレットの記憶を読むように明治宇賀、デインは拒否する。ヴァイオレットは、自分が以前殺したと思っていたジャック・バーローがバスギアスに戻っており、治癒しているらしいことにショックを受ける。
サマラへの旅で、ゼイデンとヴァイオレットは肉体的な関係を深める。ゼイデンは、ヴェニンと戦うために短剣を密かに渡していたグリフォン飛行士のグループに会わせるほどにヴァイオレットを信頼する。このグループにはゼイデンの元恋人のキャットがいる。ゼイデンはヴァイオレットに身を守るための特別な短剣を私、ヴァイオレットはこれを隠し持つ。しかしながら、バスギアスに戻った時にヴァイオレットはヴァリッシュに捉えられる。リアンノンは自分の験を使って短剣を隠し、ヴァイオレットは友人のリドックとソーヤーにヴェインについての真実を明かさなければなくなり、彼らはヴァイオレットが「最初の六人」について調べる手助けをすることを了承する。ヴァイオレットは「最初の六人」のライラとウォリックが書いた日記が、王家の血筋だけがアクセスできる金庫に隠されており、そこには結界を立ち上げる方法に関する指示が含まれていると信じている。彼女は日記を盗む任務に加わるようにアーリックを説得する。彼らは成功し、ヴァイオレットはゼイデンにウォーリックの日記をブレナンに渡すために与える。しかしながら、ヴァイオレットはノロンに裏切られて騙されて抗体を飲まされ、ヴァリッシュに捉えられる前に験とタールンとの絆を阻まれて驚愕する。ヴァリッシュは情報を得るために数日間ヴァイオレットを拷問し、その後彼女が結界を破ろうと陰謀を企てていると主張して再びデインにヴァイオレットの記憶を読むよう命じる。デインは実行したが、ヴァイオレットは彼にアテバインでのヴェニンの攻撃の記憶を見せる。ヴァリッシュに騙されていることに気づき、デインはヴァリッシュに向き直って刺す。ゼイデンが到着し、彼らはヴァリッシュを殺害する。ヴェインの真実を晒すために、ゼイデンは複数の前哨基地にワイヴァーンの死骸を落とし、ナヴァールの指導部は必死にこれを隠蔽しようとする。彼らはソレンゲイル将軍に阻止され、ソレンゲイル将軍はヴァイオレットを助け、ヴァイオレットが騎手科に入るように強いたのは、マーカムから遠ざけておくためだったと明かす。マーカムはヴァイオレットを後継者として育て上げるつもりだったが、ヴェニンの真実を暴露しようとした際に殺されるだろうと知っていた。真実が暴露されると、バスギアスの騎手の多くはヴェニンと戦うためにアレシアへ向かうことを選択する。
ヴァイオレットはウォーリックの日記の一部を翻訳するが、結界石を活性化することができない。彼女は、フェン・リオーソンの古い同盟者であるテカルス子爵が反乱軍が武器を作るのに助けになる光石（ルミナリー）を所有していることを発見する。ヴァイオレットは彼との同盟を探るためにクロヴラ州に赴く。そして、キャットがテカルスの姪であり、一年前に破談となったが、かつてゼイデンと婚約していたことを知る。テカルスは、反乱軍が100頭のグリフォンを訓練のために連れ帰るのならば光石を与えることを了承する。ヴァイオレットはゼイデンとの過去についてキャットに嫉妬するが、彼はヴァイオレットを愛していることを保証する。アンダーナは長い眠りから覚めるが、ヴァイオレットはレッソンでの戦いでのアンダーナの犠牲と、それによって騎手を乗せて飛べなくなったことに罪の意識を感じる。
ヴァイオレットはデインに日記の翻訳の手助けを頼み、デインがヴェニンのことは知らなかったし、ヴァイオレットを傷つけるつもりもなかったと保証したことで、二人は再び親しくなる。訓練任務中、ヴァイオレット、キャット、スローンはヴァリッシュの死への復讐を企むヴァリッシュの竜ソラスに襲われる。アンダーナがソラス倒して彼らを救い、スローンは吸引の験を発現させる。ヴァイオレットはゼイデンが自分の祖父とも絆を結んでいたスーゲイルと絆で結ばれた結果、二つ目の験を持っていることを知る。彼は感応使いであり、人の意図を察知することができるが、他人に知られると危険なので秘密にしている。ヴァイオレットはゼイデンの秘密に動揺するが、彼が正直に話すと約束したことで和解する。彼女はまた、日記の文章を誤解していたことに気づき、アレシアの結界を一時的に張ることができたが、結界を本格的に活性化するためにはまだ重要な要素が欠けている。
結界は破れ、ヴァイオレットと反乱軍はヴァニンの襲撃を受けながらバスギアスに向かう。ジャックは自分がヴェニンであることを明かし、他の多くの者たちが士官候補生や飛行士たちとの戦いに加わる。ジェシニアは、ある儀式に重要な七つのドラゴンの巣穴を示す翻訳を発見する。ヴァイオレットは、アンダーナがカモフラージュ能力を持ち、結界を発動するために必要な未知の七番目の巣穴から来たことを知る。ヴァイオレットは結界を強化しようとして力尽きそうになるが、母親に命を救われ、結界を完成させるために命を落とす。ゼイデンは夢の中でヴェニンの賢者と戦い、ヴァイオレットを救おうと土の魔法を使ってヴェニンに変身する。

## 登場人物
- ヴァイオレット・ソレンゲイル：主人公で語り手。その体格と体力（エーラス・ダンロス症候群の症状）から生き残れないだろうという予想を覆している2頭の竜、タールンとアンダーナと絆を結んでいるバスギアス戦争大学騎手科の2年生。信頼する人々に裏切られ、反乱軍に加担するか、嘘の陰に隠れるのかの選択を迫られる。さらに、騎手科でさらに1年をすごし、そこで課される命懸けの試練を乗り越えなければならない。
- ゼイデン・リオーソン：今は少尉であり、秘密の反乱軍を率いることと、ヴェニンの攻撃を生き延びることの間でバランスをとらねばならず、ヴァイオレットとぎくしゃくした関係にある。ヴァイオレットのドラゴン、タールンと番のスーゲイルと絆を結んでいる。
- デイン・エートス：ヴァイオレットに記憶を読む験を使ったことで窮地に陥ったデインは、彼女の信頼を取り戻さなければ、現在騎竜団長を務めている騎竜団の成功を危うくしてしまう。
- リアンノン・マティアス：ヴァイオレットの親友。ヴァイオレットが秘密を隠していることに気づいている。
- ミラ・ソレンゲイル：東方騎竜団の騎手で中尉であり、ヴァイオレットの姉。ゼイデンと同じ基地に転属する。チェニーと絆を結んでいる。
- ブレナン・ソレンゲイル：以前、戦死したと思われていたヴァイオレットの兄。今は反乱軍を率いている。マーブと絆を結んでいる。癒しの験の持ち主。
- バートン・ヴァリッシュ：バスギアス戦争大学の新しい副司令官で、ヴァイオレットに特に関心を寄せている。人の弱点を読み取るという験によって、残忍な尋問を行ってきた経歴で知られている。
- イモジェン・カルデュロ：バスギアス戦争大学の3年生騎手でゼイデンの近しい友人。
- ギャリック・テイヴィス：経験豊富な騎手で、ゼイデンの幼馴染。
- アーリック・グレイキャッスル（カム・タウリとも呼ばれるカムリーン・アーリック・タウリ）：タウリ王の第三王子で、バスギアス戦争大学の1年生騎手。

## 執筆
ヤロスの執筆スケジュールでは、彼女は年に2、3冊の本を執筆することができる。『鉄炎の竜たち』の執筆プロセスは、『フォース・ウィング』の成功による読者の勢いと、袁譚グルド・パブリッシングの熱意に後押しされ、前作からわずか7ヶ月後に『鉄炎の竜たち』を出版することがdきた。
ヤロスの両親は元中佐であり、彼女の夫はアメリカ陸軍に勤務していたので、この両方が「Empyrean」シリーズの死の文化に影響を与えており、「戦争に行くと、友が必ずしも帰って来てくれるとは限らないんです。だから、私にとっては、そのリアリティを（Empyreanシリーズで）維持することが重要でした。」と述べている。彼女の夫は、自身のアパッチ操縦士としての経験で空戦シーンの執筆を手助けした。

## ジャンル
『鉄炎の竜たち』はロマンタジー（ロマンスの要素を持つファンタジー）と考えられている。ヤロスは『フォース・ウィング』と『鉄炎の竜たち』の実績で、このジャンルにおける代表的な著者と考えられている。ロマンタジーはもっぱら女性によって書かれ、女性読者を主なターゲットとしているが、『鉄炎の竜たち』はドラゴンとドラゴン文化を登場させており、ジョージ・R・R・マーティンの『氷と炎の歌』シリーズを彷彿とさせることが男性読者にもアピールすることがを証明し、この小説は現在でも多くの男性読者を惹きつけている。

## 評価
本作は、発売日に広範な称賛を集め、50万部以上を売り上げた。『鉄炎の竜たち』はオンラインとオフラインで大きな話題を呼び、バーンズ・アンド・ノーブルが全米の200店舗で深夜の発売記念パーティを開催し、ニューヨークでのイベントにはヤロスも出席し注目を集めた。これらの公式のイベントに加えて、独立系書店も独自の祝賀会を主催したが、その需要の高さからチケットはすぐに完売となった。
出版後、多くの読者が自分が手にした『鉄炎の竜たち』の多数の誤植や乱丁を指摘した。これには背表紙に「Iron Flame」ではなく「Forth Wing」と書かれていたり、表紙にタイトルと著者名が逆さまに印刷されている問題などがあった。また、他の読者からは本の中に間違った向きで印刷されていたり、順番が逆だったという報告も上げられた。エンタングルド・パブリッシングは、誤植・乱丁の本の交換に同意した。
2023年11月、『鉄炎の竜たち』はパブリッシャーズ・ウィークリーによって、全米No.1フィクションベストセラーにランキングされた。本作はGoodreadsで40万件以上の五つ星のレビューを生み出した。

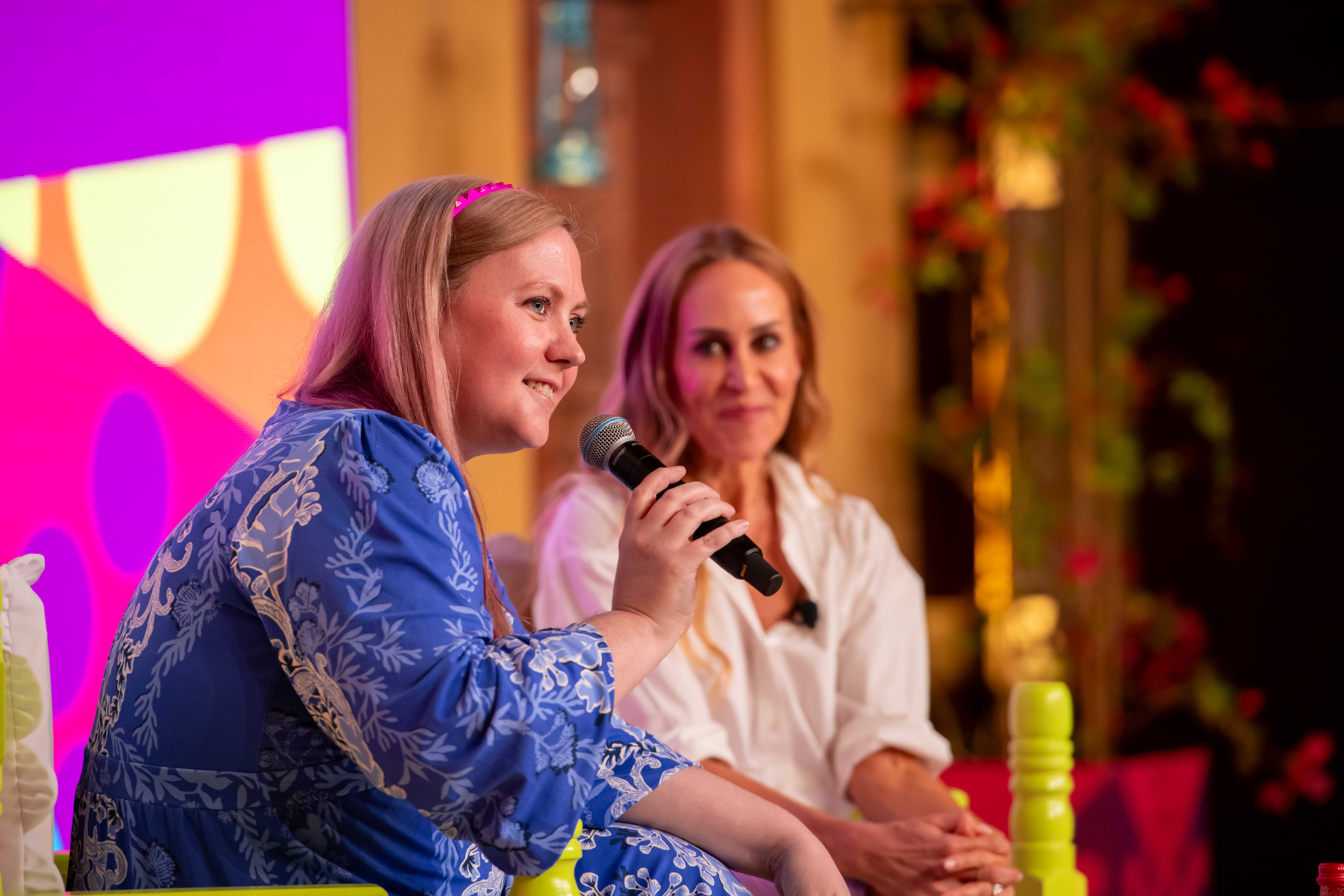
レベッカ・ヤロスは、『鉄炎の竜たち』の発売後、アラブ首長国連邦で開催されたエミレーツ航空文学フェスティバル2024で講演した。

ヤロスは『鉄炎の竜たち』の出版に先立つインタビューで、小説に登場するスコットランド・ゲール語の単語を複数回間違って発音したことで、シリーズ作品におけるスコットランド・ゲール語の御用として非難されている。このことに加え、『フォース・ウィング』に続いて『鉄炎の竜たち』が出版されたスピードや、さまざまな誤植問題もあって、現在の出版業界の状況と、ファストファッションを比較する議論も巻き起こされている。

## 続編
「Empyrean」シリーズは5冊が予定されている。2023年12月26日、ヤロスは自身のインスタグラムのアカウントに、バスギアスへ戻る様子を映したリール動画を投稿し、『鉄炎の竜たち』に続く次回作の執筆に取り掛かる様子を映した。2024年3月28日に第3作『Onyx Storm』が2025年1月21日に発売されることが発表された。『鉄炎の竜たち』と『Onyx Storm』の刊行間隔は、シリーズの最初の2冊の刊行を早めたことで延期された Yarros の健康上の制限により、最初の 2 冊の刊行間隔よりも長くなった。

## メディア展開
『鉄炎の竜たち』が出版される1週間前、バラエティ誌はAmazon MGMスタジオがストリーミング配信向けにシリーズ全体の映像化権を取得したと発表した。この契約には、2023年5月に発売された『フォース・ウィング』、『鉄炎の竜たち』、そしてヤロスがシリーズを完結させるまでに執筆予定の3冊が含まれている。ヤロスは、エンタングルド・パブリッシング創設者のリズ・ペルティエ、Outlier Society社長のリズ・ラポソと共に製作総指揮を勤める予定となっている。ヤロスがこのシリーズで脚本家としてクレジットされる予定はない。このシリーズにはまだゴーサインが出ていない。